# بردلیویل (میزوری)
بردلیویل (به انگلیسی: Bradleyville) یک منطقهٔ مسکونی در ایالات متحده آمریکا است که در میزوری واقع شده‌است. بردلیویل ۸۰ نفر جمعیت دارد و ۲۶۰٫۰ متر بالاتر از سطح دریا واقع شده‌است.